# Adamivka, Borzna
Adamivka (în ucraineană Адамівка) este un sat în comuna Praci din raionul Borzna, regiunea Cernihiv, Ucraina.

## Demografie
Componența lingvistică a localității Adamivka
     Ucraineană (99,65%)
     Alte limbi (0,35%)
Conform recensământului din 2001, majoritatea populației localității Adamivka era vorbitoare de ucraineană (99,65%), existând în minoritate și vorbitori de alte limbi.